# Gričar
Gričar je priimek v Sloveniji, ki ga je po podatkih Statističnega urada Republike Slovenije na dan 1. januarja 2010 uporabljalo 478 oseb in je med vsemi priimki po pogostosti uporabe uvrščen na 652 mesto.

## Znani nosilci priimka
- Barbara Gričar (*1976), košarkarica
- Jan Gričar (*1992), saksofonist
- Jože Gričar (*1941), ekonomist, organizatorik, informatik, univ. prof.
- Marko Gričar, zdravnik internist, kardiolog, prof. MF
- Miha Gričar - Mile (1903—?), partizan, kočevski odposlanec
- Rudi Gričar (1949—2024), izseljenski delavec v Argentini